# 61189 Ohsadaharu
61189 Ohsadaharu este o planetă minoră (asteroid), cu un diametru de 3,501 km, din centura de asteroizi. A fost descoperită pe 8 iulie 2000 la Bisei Spaceguard Center⁠(d) de BATTeRS⁠(d) și a fost numită după Sadaharu Oh⁠(d). 
Obiectul prezintă o orbită caracterizată de o semiaxă mare de 2,3837060566314 UAi, o excentricitate de 0,12, o înclinație de 5,5 ° în raport cu ecliptica.